# 100 Women

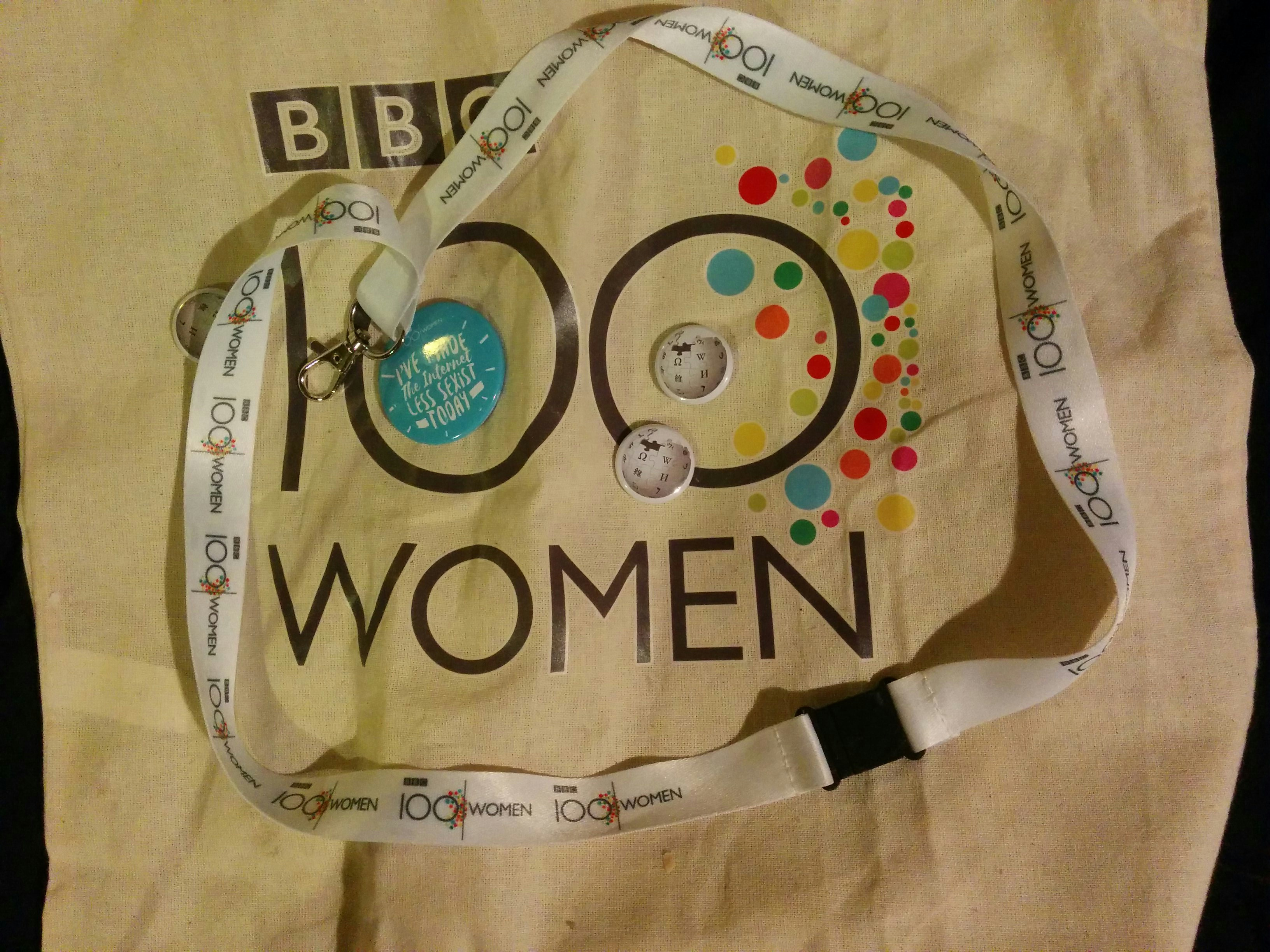
Gadget BBC 100 Women

100 Women è un premio annuale, oltre che una serie della BBC realizzata nel 2013. La serie esamina il ruolo delle donne nel XXI secolo e include eventi a Londra e in Messico. Dopo che la lista fu annunciata, iniziò la "stagione delle donne della BBC", della durata di tre settimane, che comprendeva trasmissioni, relazioni online, dibattiti e giornalismo sul tema delle donne. Le donne di tutto il mondo furono incoraggiate a partecipare tramite Twitter, commentando la lista, nonché seguendo le interviste e i dibattiti succeduti dopo la pubblicazione della lista.

## Storia
Dopo lo stupro di gruppo a Delhi del 2012, Liliane Landor, l'editrice della BBC Fiona Crackand e altri giornalisti, decisero di creare una serie incentrata sulle questioni e le conquiste delle donne nella società di oggi Ritenevano che molti dei problemi affrontati dalle donne non avessero una copertura approfondita, e nel marzo 2013 una "alluvione di feedback da parte di donne ascoltatrici" secondo la quale la società dovrebbe fornire più "contenuti da e sulle donne" invase l'emittente britannica.
La BBC lanciò questa serie nel 2013, con l'intento di affrontare la sottorappresentazione delle donne nei media Le donne che parteciparono al primo programma furono selezionate mediante un sondaggio realizzato durante 26 diversi servizi linguistici. La programmazione si svolse nel corso di un mese, culminando in una conferenza tenutasi il 25 ottobre, in cui 100 donne provenienti da tutto il mondo discussero su questioni condivise: argomenti riguardanti l'occupazione, il femminismo, la maternità e la religione per esaminare sia le sfide culturali che sociali che le donne affrontano nella loro vita.
Da allora la serie affrontò molti altri argomenti, tra cui l'istruzione, l'assistenza sanitaria, la parità di retribuzione, le mutilazioni genitali, la violenza domestica e l'abuso sessuale cercando di fornire alle donne una piattaforma per discutere su come migliorare il mondo ed eliminare il sessismo Le donne incluse nella lista provengono da tutto il mondo e sono coinvolte in diversi campi di attività, sia donne già conosciute, così come altre meno conosciute.

## Vincitrici

### 2022
La lista 2022 è stata pubblicata il 6 dicembre. Tra le donne incluse in quest'anno ci sono l'ucraina Olena Zelens'ka, la Presidente della Commissione europea Ursula von der Leyen, la cantante Billie Eilish, le attrici Priyanka Chopra e Selma Blair, la zarina del pop russo Alla Pugačëva, l'alpinista Elnaz Rekabi e la campionessa olimpica del salto triplo Yulimar Rojas. Per la prima volta è stato chiesto anche alle 100 donne precedenti di nominare altre donne che secondo loro meritavano un posto nella lista del 2022.
| Immagine | Nome                            | Nazione di nascita                               | Descrizione |
| -------- | ------------------------------- | ------------------------------------------------ | --- |
|          | Lina Abu Akleh                  | Palestina                                        | Attivista per i diritti umani |
|          | Dima Aktaa                      | Siria                                            | Rifugiata e paratleta |
|          | Maeen Al-Obaidi                 | Yemen                                            | Avvocata |
|          | Zar Amir Ebrahimi               | Iran                                             | Attrice |
|          | Fatima Amiri                    | Afghanistan                                      | Studentessa |
|          | Aye Nyein Thu                   | Birmania                                         | Medica |
|          | Velmariri Bambari               | Indonesia                                        | Attivista |
|          | Sirisha Bandla                  | India                                            | Ingegnera aeronautica |
|          | Victoria Baptiste               | Stati Uniti                                      | Infermiera e educatrice per i vaccini |
|          | Niloufar Bayani                 | Iran                                             | Ecologista |
|          | Nathalie Becquart               | Francia (anche cittadina Città del Vaticano)     | Religiosa |
|          | Taisija Bekbulatova             | Russia                                           | Giornalista |
|          | Kristina Berdynskykh            | Ucraina                                          | Giornalista |
|          | Selma Blair                     | Stati Uniti                                      | Attrice |
|          | Tarana Burke                    | Stati Uniti                                      | Attivista |
|          | Sandy Cabrera Arteaga           | Honduras                                         | Attivista dei diritti riproduttivi |
|          | Ona Carbonell                   | Spagna                                           | Sincronetta |
|          | María Fernanda Castro Maya      | Messico                                          | Attivista per i diritti dei disabili |
|          | Sarah Chan                      | Sudan del Sud                                    | Scouter NBA |
|          | Priyanka Chopra                 | India                                            | Attrice e produttrice |
|          | Sanjida Islam Choya             | Bangladesh                                       | Studentessa |
|          | Chanel Contos                   | Australia                                        | Attivista |
|          | Eva Copa                        | Bolivia                                          | Politica |
|          | Heidi Crowter                   | Regno Unito                                      | Attivista per la disabilità |
|          | Billie Eilish                   | Stati Uniti                                      | Cantautrice |
|          | Sandya Eknelygoda               | Sri Lanka                                        | Attivista per i diritti umani |
|          | Gohar Eshghi                    | Iran                                             | Attivista |
|          | Joy Ezeilo                      | Nigeria                                          | Giurista |
|          | Ibijoke Faborode                | Nigeria                                          | Fondatrice di ElectHER |
|          | Samrawit Fikru                  | Etiopia                                          | Imprenditrice tecnologica |
|          | Ceci Flores                     | Messico                                          | Attivista |
|          | Geraldina Guerra Garcés         | Ecuador                                          | Attivista contro i femminicidi |
|          | Wegahta Gebreyohannes Abera     | Etiopia                                          | Operatrice umanitaria |
|          | Moud Goba                       | Regno Unito                                      | Attivista LGBTQ+ |
|          | Dilek Gürsoy                    | Germania                                         | Cardiochirurga |
|          | Gehad Hamdy                     | Egitto                                           | Dentista |
|          | Sofía Heinonen                  | Argentina                                        | Conservazionista |
|          | Judith Heumann                  | Stati Uniti                                      | Attivista per i diritti dei disabili |
|          | Erika Hilton                    | Brasile                                          | Politica e attivista per i diritti dei neri e LGBT |
|          | Kimiko Hirata                   | Giappone                                         | Attivista climatica |
|          | Jebina Yasmin Islam             | Regno Unito                                      | Attivista per la sicurezza delle donne |
|          | Ons Jabeur                      | Tunisia                                          | Tennista |
|          | Sneha Jawale                    | India                                            | Operatrice sociale |
|          | Zahra Joya                      | Afghanistan                                      | Giornalista |
|          | Reema Juffali                   | Arabia Saudita                                   | Pilota automobilistica |
|          | Kadri Keung                     | Hong Kong                                        | Fashion designer |
|          | Judy Kihumba                    | Kenya                                            | Interprete della lingua dei segni |
|          | Marie Christina Kolo            | Madagascar                                       | Imprenditrice climatica |
|          | Iryna Kondratova                | Ucraina                                          | Pediatra |
|          | Asonele Kotu                    | Sudafrica                                        | Imprenditrice tecnologica |
|          | Mie Kyung (Miky) Lee            | Corea del Sud                                    | Produttrice |
|          | Ursula von der Leyen            | Germania                                         | Presidente della Commissione europea |
|          | Erika Liriano                   | Rep. Dominicana                                  | Imprenditrice del cacao |
|          | Naomi Long                      | Irlanda del Nord (usa il passaporto Regno Unito) | Politica |
|          | Naja Lyberth                    | Groenlandia                                      | Psicologa |
|          | Ayesha Malik                    | Pakistan                                         | Giudice |
|          | Hadizatou Mani                  | Niger                                            | Attivista contro la schiavitù |
|          | Nigar Marf                      | Iraq                                             | Infermiera |
|          | Oleksandra Matvijčuk            | Ucraina                                          | Avvocata per i diritti umani e attivista pro-democrazia |
|          | Laura McAllister                | Galles ( Regno Unito)                            | Professoressa ed ex calciatrice |
|          | Milli                           | Thailandia                                       | Artista rap |
|          | Zara Mohammadi                  | Iran                                             | Educatrice |
|          | Narges Mohammadi                | Iran                                             | Attivista per i diritti umani |
|          | Rita Moreno                     | Porto Rico ( Stati Uniti)                        | Attrice |
|          | Mia Mottley                     | Barbados                                         | Prima ministra |
|          | Salima Rhadia Mukansanga        | Ruanda                                           | Arbitra |
|          | Monica Musonda                  | Zambia                                           | Donna d'affari |
|          | Ifeoma Ozoma                    | Stati Uniti                                      | Specialista in politiche pubbliche e tecnologia |
|          | Julija Pajevs'ka                | Ucraina                                          | Paramedica |
|          | Park Ji-hyun                    | Corea del Sud                                    | Riformista politica |
|          | Tamana Zaryab Paryani           | Afghanistan                                      | Attivista |
|          | Alice Pataxó                    | Brasile                                          | Attivista indigena |
|          | Roya Piraei                     | Iran                                             | Attivista |
|          | Alla Pugačëva                   | Russia                                           | Musicista |
|          | Sepideh Qoliyan                 | Iran                                             | Attivista politica |
|          | Elnaz Rekabi                    | Iran                                             | Arrampicatrice, arrestata per essere apparsa senza hijab a un evento sportivo |
|          | Jane Rigby                      | Stati Uniti                                      | Astronoma e astrofisica |
|          | Yulimar Rojas                   | Venezuela                                        | Triplista |
|          | Yuliia Sachuk                   | Ucraina                                          | Leader della disabilità |
|          | Ainura Sagyn                    | Kirghizistan                                     | Ingegnera |
|          | Roza Salih                      | Iraq (attiva in Scozia, Regno Unito)             | Politica, attivista per l'indipendenza scozzese |
|          | Sally Scales                    | Australia                                        | Artista |
|          | Nana Darkoa Sekyiamah           | Ghana                                            | Scrittrice |
|          | Suvada Selimović                | Bosnia ed Erzegovina                             | Operatrice di pace |
|          | Geetanjali Shree                | India                                            | Scrittrice |
|          | Monica Simpson                  | Stati Uniti                                      | Attivista per la giustizia riproduttiva |
|          | Aleksandra Skochilenko          | Russia                                           | Artista, imprigionata dal governo russo per aver protestato contro l'invasione russa dell'Ucraina |
|          | Simone Tebet                    | Brasile                                          | Membro del Senato federale brasiliano |
|          | Kisanet Tedros                  | Eritrea                                          | Imprenditrice dell'educazione |
|          | Efrat Tilma                     | Israele                                          | Volontaria |
|          | Maryna Viazovska                | Ucraina                                          | Matematica |
|          | Velia Vidal                     | Colombia                                         | Scrittrice |
|          | Esraa Warda                     | Algeria Stati Uniti                              | Ballerina |
|          | Zhou Xiaoxuan                   | Cina                                             | Femminista |
|          | Cheng Yen                       | Taiwan                                           | Filantropa buddista, fondatrice dell'organizzazione umanitaria Tzu Chi |
|          | Nazanin Zaghari-Ratcliffe       | Iran (anche cittadina Regno Unito)               | Operatrice di beneficenza |
|          | Olena Zelens'ka                 | Ucraina                                          | First Lady, architetta e sceneggiatrice |
|          | Jana Zinkevyč                   | Ucraina                                          | Medica volontaria e veterana militare |
|          | Donne che si tagliano i capelli | Iran                                             | Gruppo di manifestanti contro le leggi iraniane contro le donne (in particolare la legge che impone alle donne di indossare sempre l'hijab) e contro le leggi restrittive e il governo teocratico in generale. |
|          | Layli                           | Iran                                             | Manifestante |

### 2021
L'elenco delle donne premiate per il 2021 è stato pubblicato il 7 dicembre, ed aveva un focus particolare sull'Afghanistan. Sono state selezionate donne che hanno contribuito a fare la propria parte per reinventare la nostra società, la nostra cultura e il nostro mondo. In alcuni casi, per tutelare la sicurezza della persona, il nome della donna premiata è stato tenuto segreto: al suo posto uno pseudonimo contrassegnato da un asterisco.
| Immagine | Nome                       | Nazione di nascita | Descrizione                                                         |
| -------- | -------------------------- | ------------------ | ------------------------------------------------------------------- |
|          | Lima Aafshid               | Afghanistan        | Poeta                                                               |
|          | Halima Aden                | Kenya              | Attivista ed ex modella                                             |
|          | Oluyemi Adetiba-Orija      | Nigeria            | Fondatrice - Headfort Foundation                                    |
|          | Muqadasa Ahmadzai          | Afghanistan        | Attivista sociale e politica                                        |
|          | Rada Akbar                 | Afghanistan        | Artista                                                             |
|          | Abia Akram                 | Pakistan           | Attivista per i diritti delle persone disabili                      |
|          | Leena Alam                 | Afghanistan        | Attrice                                                             |
|          | Dr Alema                   | Afghanistan        | Filosofa e attivista                                                |
|          | Sevda Altunoluk            | Turchia            | Giocatrice professionista                                           |
|          | Wahida Amiri               | Afghanistan        | Libraria e attivista                                                |
|          | Mónica Araya               | Costa Rica         | Promotrice dei trasporti ad emissioni zero                          |
|          | Natasha Asghar             | Regno Unito        | Membro del Parlamento gallese                                       |
|          | Zuhal Atmar                | Afghanistan        | Imprenditrice - Riciclaggio Gul-e-Mursal                            |
|          | Marcelina Bautista         | Messico            | Attivista e leader sindacale                                        |
|          | Crystal Bayat              | Afghanistan        | Attivista                                                           |
|          | Razia Barakzai             | Afghanistan        | Attivista                                                           |
|          | Nilofar Bayat              | Afghanistan        | Giocatrice di basket in carrozzina                                  |
|          | Jos Boys                   | Regno Unito        | Architetta                                                          |
|          | Catherine Corless          | Irlanda            | Storica                                                             |
|          | Faiza Darkhani             | Afghanistan        | Ambientalista                                                       |
|          | Azmina Dhrodia             | Canada             | Responsabile della politica di sicurezza - Bumble                   |
|          | Pashtana Durrani           | Afghanistan        | Insegnante - Learn Afghanistan                                      |
|          | Najla El Mangoush          | Regno Unito Libia  | Ministra degli Affari Esteri della Libia                            |
|          | Shila Ensandost            | Afghanistan        | Insegnante                                                          |
|          | Saeeda Etebari             | Afghanistan        | Designer di gioielli                                                |
|          | Sahar Fetrat               | Afghanistan        | Attivista femminista                                                |
|          | Melinda French Gates       | Stati Uniti        | Imprenditrice e filantropa                                          |
|          | Fatima Gailani             | Afghanistan        | Negoziatrice di pace                                                |
|          | Carolina García            | Argentina          | Direttrice - Netflix                                                |
|          | Saghi Ghahraman            | Iran               | Poeta                                                               |
|          | Ghawgha Taban              | Afghanistan        | Musicista                                                           |
|          | Angela Ghayour             | Afghanistan        | Insegnate e fondatrice di Herat Online School                       |
|          | Jamila Gordon              | Somalia            | Amministratrice delegata - Lumachain                                |
|          | Najlla Habibyar            | Afghanistan        | Imprenditrice                                                       |
|          | Laila Haidari              | Pakistan           | Fondatrice - Mother Camp                                            |
|          | Zarlasht Halaimzai         | Afghanistan        | Amministratrice delegata - Refugee Trauma Initiative                |
|          | Shamsia Hassani            | Afghanistan        | Street artist                                                       |
|          | Nasrin Husseini            | Afghanistan        | Veterinaria                                                         |
|          | Momena Ibrahimi            | Afghanistan        | Poliziotta                                                          |
|          | Mugdha Kalra               | India              | Co-fondatrice - Not That Different                                  |
|          | Freshta Karim              | Afghanistan        | Fondatrice della Charmaghz mobile library                           |
|          | Amena Karimyan             | Afghanistan        | Astronoma                                                           |
|          | Aliya Kazimy               | Afghanistan        | Educatrice                                                          |
|          | Baroness Helena Kennedy QC | Regno Unito        | Direttrice - International Bar Association's Human Rights Institute |
|          | Hoda Khamosh               | Iran               | Attivista mestruale                                                 |
|          | Mia Krisna Pratiwi         | Indonesia          | Ambientalista                                                       |
|          | Heidi J Larson             | Stati Uniti        | Direttrice - The Vaccine Confidence Project                         |
|          | Iman Le Caire              | Egitto             | Foundatrice - Trans Asylias                                         |
|          | Sevidzem Ernestine Leikeki | Camerun            | Attivista per il clima                                              |
|          | Elisa Loncón Antileo       | Cile               | Presidente - Convenzione costituzionale                             |
|          | Chloé Lopes Gomes          | Francia            | Danzatrice                                                          |
|          | *Mahera                    | Afghanistan        | Medica                                                              |
|          | *Maral                     | Afghanistan        | Attivista                                                           |
|          | *Masouma                   | Afghanistan        | Pubblico ministero                                                  |
|          | Fiamē Naomi Mataʻafa       | Samoa              | Prima ministra dello Stato di Samoa                                 |
|          | Salima Mazari              | Iran               | Politica ed ex governatrice distrettuale                            |
|          | Depelsha Thomas McGruder   | Stati Uniti        | Foundatrice - Moms of Black Boys Utd.                               |
|          | Mulu Mefsin                | Etiopia            | Infermiera                                                          |
|          | Mohadese Mirzaee           | Afghanistan        | Pilota                                                              |
|          | Fahima Mirzaie             | Afghanistan        | Ballerina - dervisci rotanti                                        |
|          | Tlaleng Mofokeng           | Sudafrica          | Relatrice delle Nazioni Unite sul diritto alla salute               |
|          | Tanya Muzinda              | Zimbabwe           | Atleta di motocross                                                 |
|          | Chimamanda Ngozi Adichie   | Nigeria            | Scrittrice                                                          |
|          | Lynn Ngugi                 | Kenya              | Giornalista                                                         |
|          | Amanda Nguyen              | Stati Uniti        | Imprenditrice sociale                                               |
|          | Basira Paigham             | Afghanistan        | Attivista per le minoranze di genere                                |
|          | Natalia Pasternak Taschner | Brasile            | Microbiologa e divulgatrice scientifica                             |
|          | Monica Paulus              | Papua Nuova Guinea | Attivista contro la violenza della stregoneria                      |
|          | Rehana Popal               | Afghanistan        | Avvocata                                                            |
|          | Manjula Pradeep            | India              | Attivista per i diritti umani                                       |
|          | *Razma                     | Afghanistan        | Musicista                                                           |
|          | *Rohila                    | Afghanistan        | Studente                                                            |
|          | Alba Rueda                 | Argentina          | Attivista per i diritti delle persone trans                         |
|          | *Ruksana                   | Afghanistan        | Chirurga                                                            |
|          | Halima Sadaf Karimi        | Afghanistan        | Politica ed ex parlamentare                                         |
|          | Roya Sadat                 | Afghanistan        | Regista                                                             |
|          | Shogufa Safi               | Afghanistan        | Direttrice d'orchestra                                              |
|          | *Sahar                     | Afghanistan        | Giocatrice di football                                              |
|          | Soma Sara                  | Regno Unito        | Foundatrice - Everyone’s Invited                                    |
|          | Mahbouba Seraj             | Afghanistan        | Attivista per i diritti delle donne                                 |
|          | Elif Shafak                | Francia            | Giornalista                                                         |
|          | Anisa Shaheed              | Afghanistan        | Giornalista                                                         |
|          | Mina Smallman              | Regno Unito        | Prete ed educatrice                                                 |
|          | Barbara Smolińska          | Polonia            | Fondatrice - Reborn Sugar Babies                                    |
|          | *Ein Soe May               | Birmania           | Attivista pro democrazia                                            |
|          | Piper Stege Nelson         | Stati Uniti        | Addetta alle Strategie Pubbliche - The Safe Alliance                |
|          | Fatima Sultani             | Afghanistan        | Alpinista                                                           |
|          | Adelaide Lala Tam          | Cina               | Designer                                                            |
|          | Sister Ann Rose Nu Tawng   | Birmania           | Suora cattolica                                                     |
|          | Emma Theofelus             | Namibia            | Politica                                                            |
|          | Sara Wahedi                | Afghanistan        | Amministratore delegato - Ehtesab                                   |
|          | Vera Wang                  | Stati Uniti        | Fashion designer                                                    |
|          | Nanfu Wang                 | Cina               | Film maker                                                          |
|          | Roshanak Wardak            | Afghanistan        | Ginecologa                                                          |
|          | Ming-Na Wen                | Macao              | Attrice                                                             |
|          | Rebel Wilson               | Australia          | Attrice, scrittrice e produttrice                                   |
|          | Benafsha Yaqoobi           | Afghanistan        | Attivista per la disabilità                                         |
|          | Malala Yousafzai           | Pakistan           | Co-foundatrice, Malala Fund                                         |
|          | Yuma                       | Turkmenistan       | Psicoterapeuta                                                      |
|          | Zala Zazai                 | Afghanistan        | Poliziotta                                                          |